# Pompe sexuelle
La pompe sexuelle est un dispositif qui crée une aspiration sur diverses zones génitales ou érogènes. Elle est souvent utilisée pour la stimulation sexuelle et trouve également sa place dans divers contextes.

## Historique

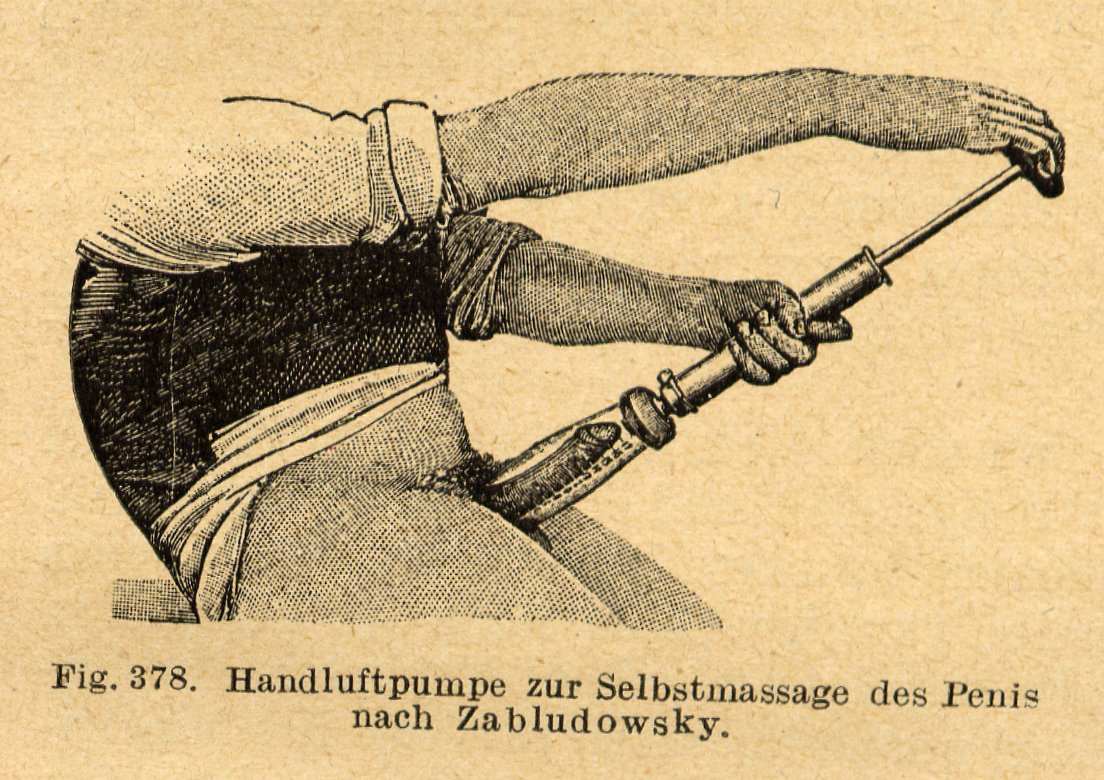
Un modèle de pompe à pénis du XIX.

Les pompes sexuelles ont évolué à partir d'applications médicales et de bien-être, notamment pour le traitement de la dysfonction érectile avant l'avènement de médicaments comme le Viagra.
Ces dispositifs ont été adaptés pour des utilisations diverses, touchant aussi bien les organes génitaux masculins que féminins. Par exemple, les pompes clitoridiennes, similaires dans leur fonctionnement aux pompes péniennes, visent à augmenter la sensibilité et l'expérience sexuelle.
Les avancées technologiques ont contribué à diversifier l'offre, permettant la création de modèles manuels simples jusqu'aux versions électriques haut de gamme. Ces derniers sont particulièrement appréciés dans les communautés BDSM pour leur polyvalence et leur performance.
Malgré leur utilisation répandue au fil des années, l'efficacité de ces dispositifs en ce qui concerne l'agrandissement permanent des organes génitaux n'est pas soutenue par des preuves scientifiques solides,.

## Fonctionnement et types
Mécanismes et technologies
Les pompes sexuelles se déclinent en deux grandes catégories de fonctionnement: manuelles et électriques.
Les versions manuelles sont souvent équipées d'une poire en caoutchouc ou d'un mécanisme à gâchette, plus rudimentaires mais plus abordables. Leur utilisation est surtout réservée aux initiés ou à ceux qui cherchent une solution à moindre coût.
Les modèles électriques, en revanche, offrent une expérience plus précise. Ils sont particulièrement prisés dans les pratiques BDSM pour leur capacité à fournir des niveaux d'aspiration contrôlés, et sont souvent compatibles avec divers accessoires comme les "body bags" en latex.

### Variété et polyvalence
La pompe sexuelle n'est pas réservée à une seule partie du corps. On trouve des pompes destinées aussi bien au pénis qu'au clitoris, chacune conçue pour augmenter la sensibilité et enrichir l'expérience sexuelle. Les aspire-tétons fonctionnent sur un principe similaire pour une stimulation accrue.
Pour une expérience encore plus ciblée, il existe des coupes et coupelles. Ces dispositifs peuvent être appliqués sur la vulve ou les seins, et utilisent l'aspiration pour engorger les tissus, augmentant ainsi la sensibilité.

### Limitations et précautions
Les pompes sexuelles ne sont pas sans risques. Une utilisation incorrecte ou excessive peut entraîner des complications, allant de dommages tissulaires à des dysfonctionnements érectiles.